# Robert McAllister

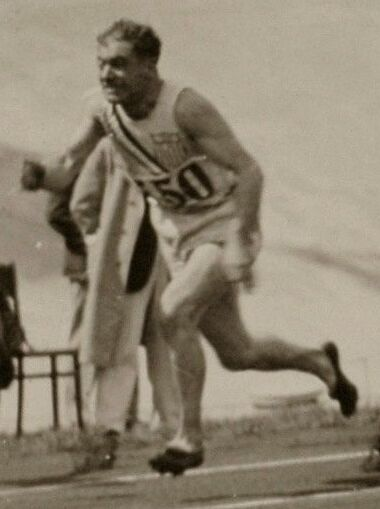
McAllister in 1928

Robert McAllister (Robert Francis „Bob“ McAllister; * 7. Juli 1899 in New York City; † 22. Oktober 1962 in Hollywood, Florida) war ein US-amerikanischer Sprinter.
1922 wurde er US-Meister über 100 Yards.
1928 qualifizierte er sich als US-Vizemeister über 100 m für die Olympischen Spiele in Amsterdam, bei denen er Sechster wurde.

## Persönliche Bestzeiten
- 100 Yards: 9,9 s, 24. Oktober 1922, New York City
- 100 m: 10,6 s, 30. Juli 1928, Amsterdam